# Týn nad Vltavou
Týn nad Vltavou (en allemand : Moldauthein) est une ville du district de České Budějovice, dans la région de Bohême-du-Sud, en République tchèque. Sa population s'élevait à 7 850 habitants en 2024.

## Géographie
Týn nad Vltavou est arrosée par la Vltava et se trouve à 28 km au nord de České Budějovice et à 95 km au sud de Prague.
La commune est limitée par Chrášťany et Bechyně au nord, par Hodonice, Březnice, Žimutice et Dobšice à l'est, par Žimutice et Temelín au sud, et par Všemyslice, Chrášťany et Hosty à l'ouest.

## Histoire
La première mention écrite de la localité date de 1229.

## Administration
La commune se compose de huit sections :
- Hněvkovice na levém břehu Vltavy
- Koloděje nad Lužnicí
- Malá Strana
- Netěchovice
- Nuzice
- Předčice
- Týn nad Vltavou
- Vesce

## Galerie

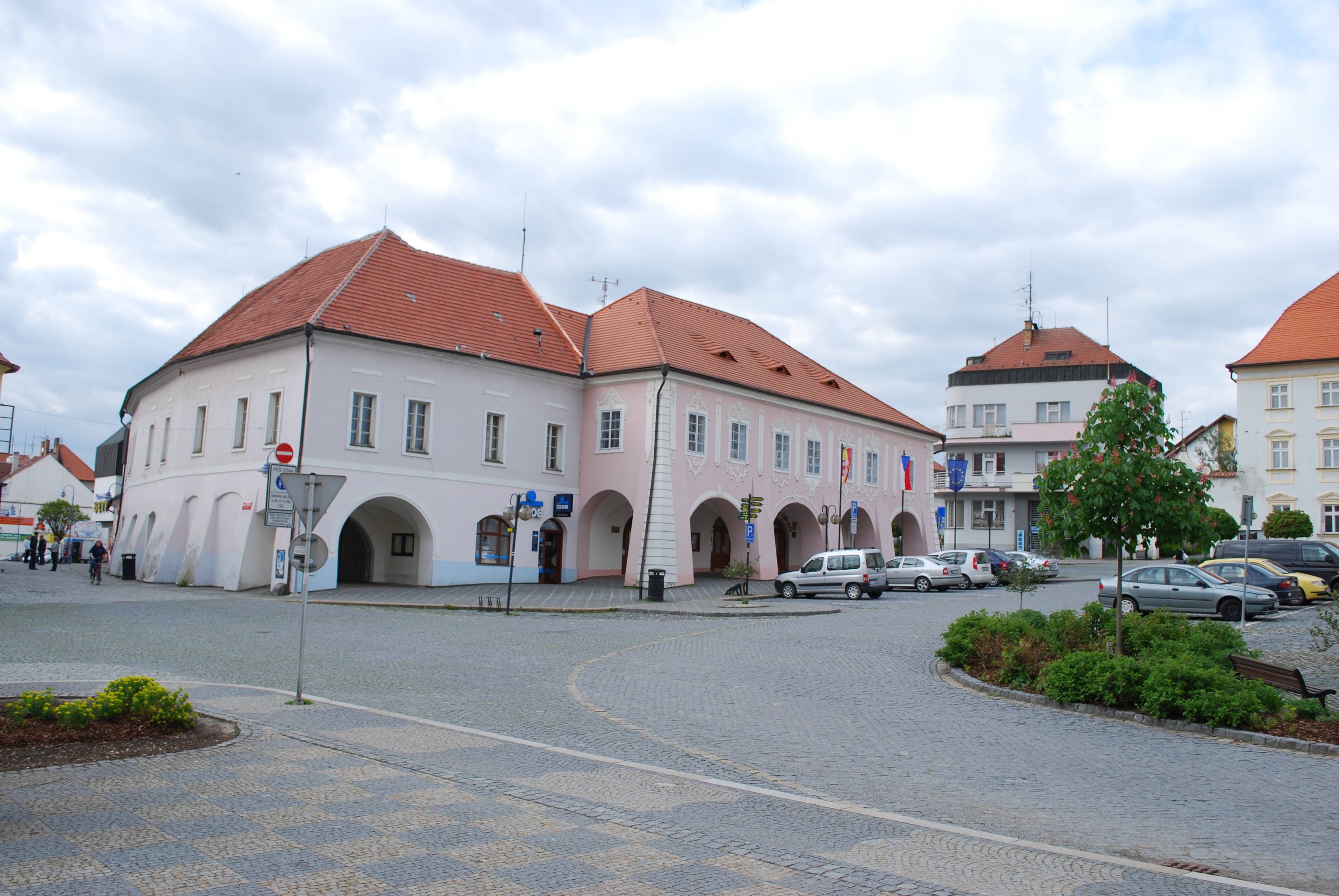
Place de la paix : hôtel de ville.
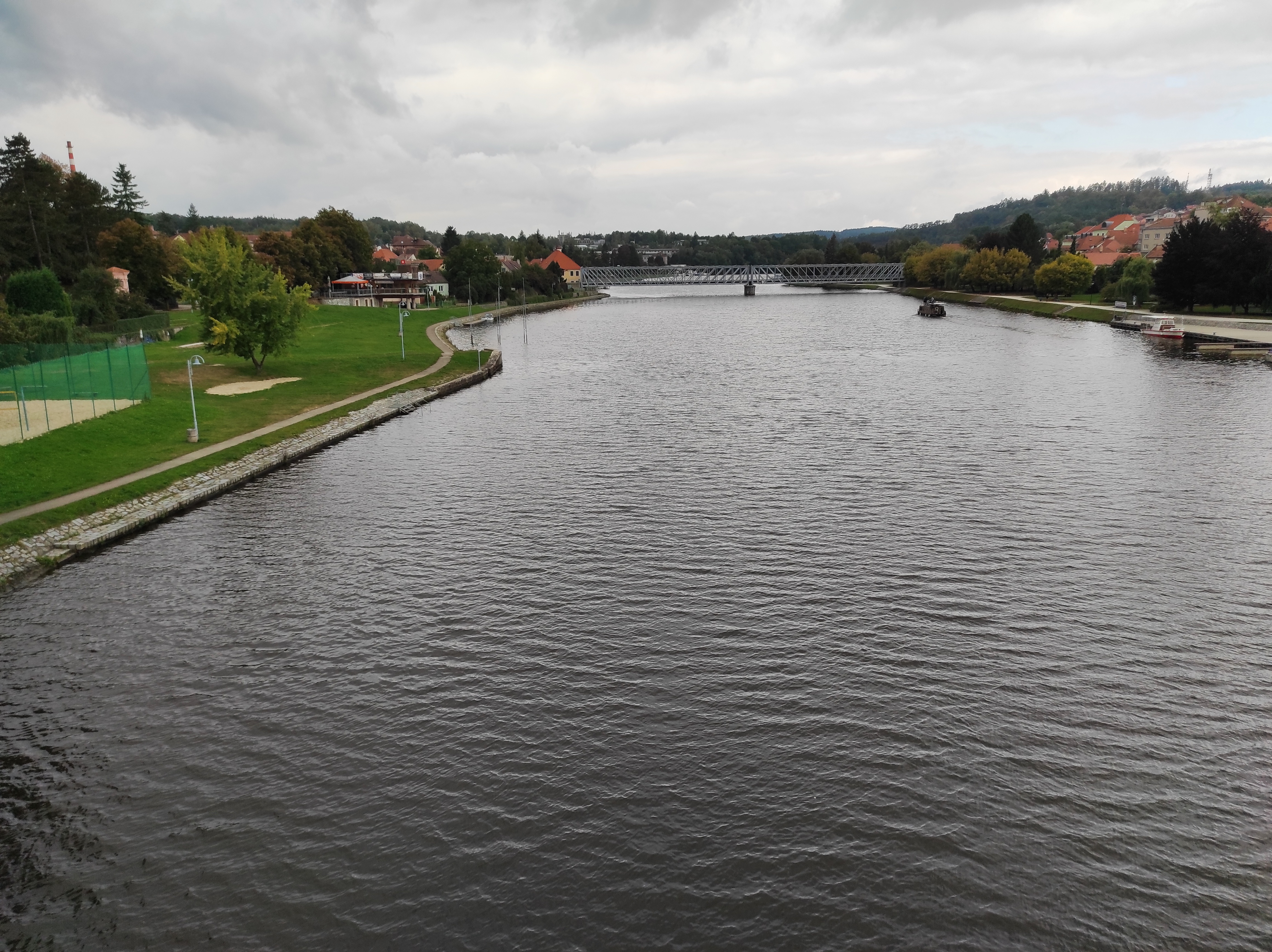
La Vltava à Týně nad Vltavou.

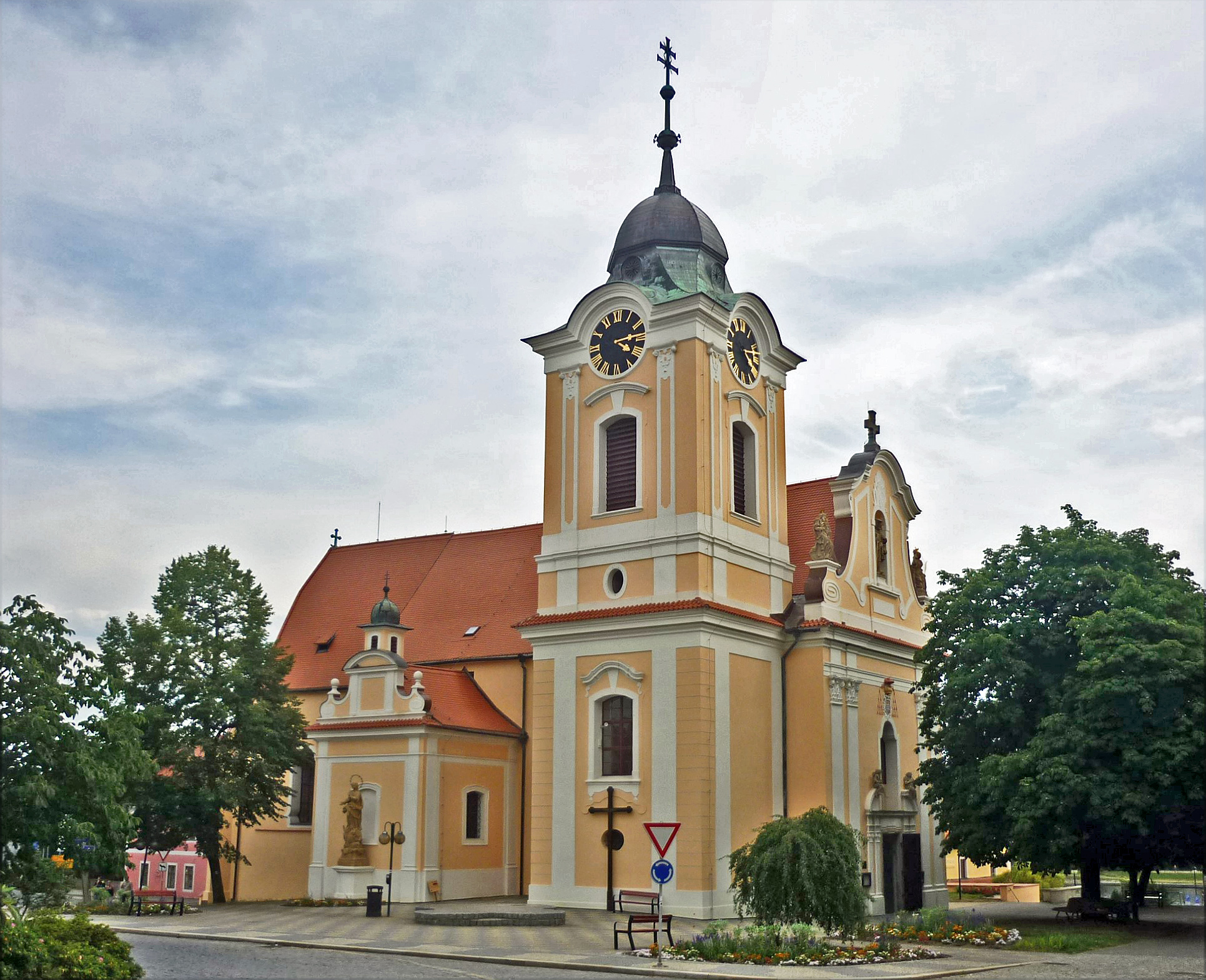
Église Saint-Jacques-le-Majeur.
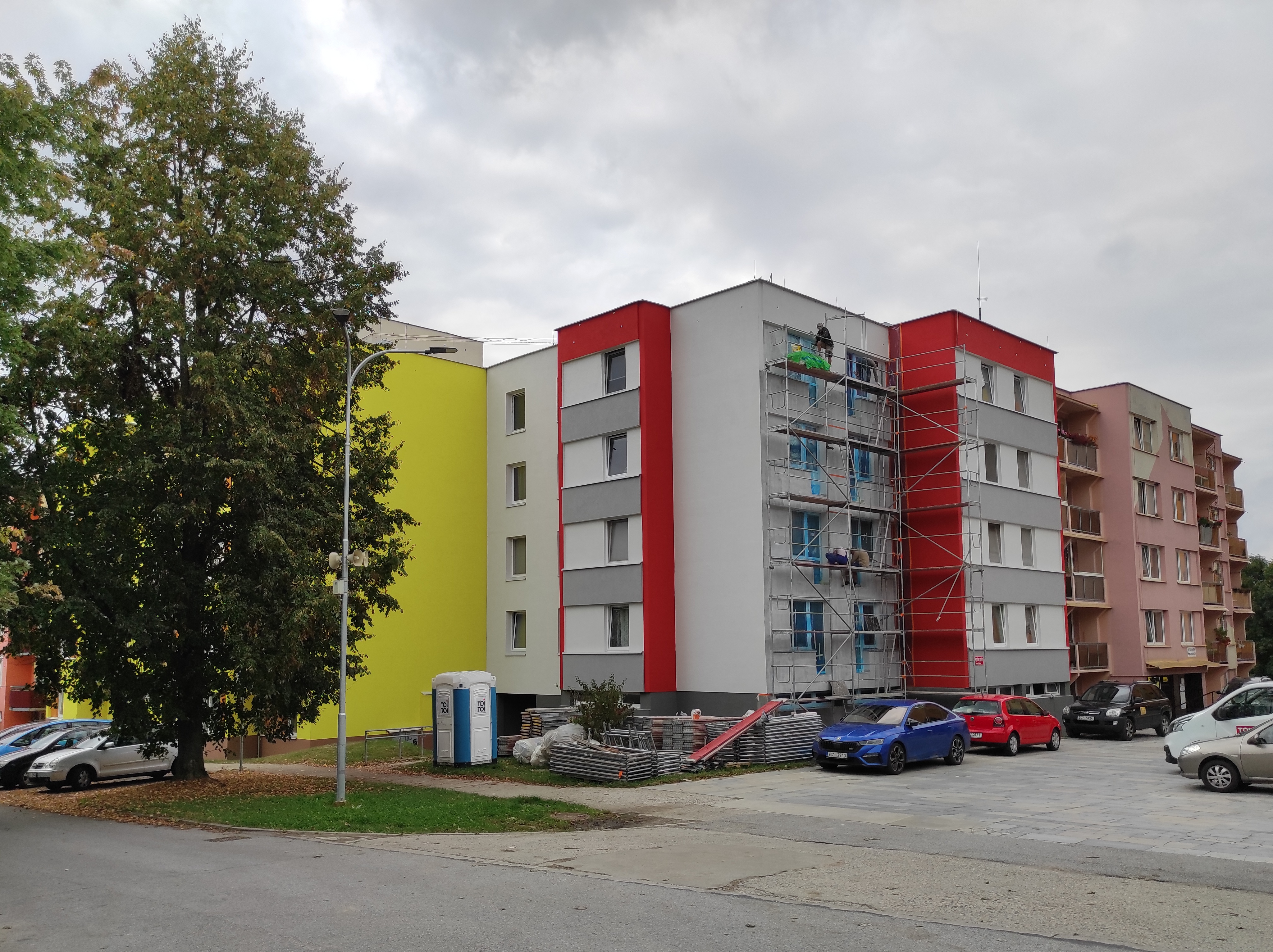
Immeubles résidentiels rénovés.

## Transports
Par la route, Týn nad Vltavou se trouve à 28 km de Písek, à 33 km de České Budějovice, à 34 km de Tabor et à 129 km de Prague.